# 熊野ゆづる
熊野 ゆづる（くまの ゆづる、1998年11月6日 - ）は、日本の女子レスリング選手。青森県八戸市出身。階級は59kg級。身長157cm。

## 来歴
オリンピックで4連覇を達成した伊調馨とその姉で元世界チャンピオンの伊調千春が所属していたことで知られる八戸クラブでレスリングを始めた。　中学3年の時にはジュニアクイーンズカップ中学生の部と全国中学生選手権及び全日本女子オープン選手権（中学生の部）の57kg級で優勝を果たした。東京の安部学院高校へ進むと、1年の時にはアジアカデット選手権とインターハイの56kg級で優勝した。さらにはクリッパン女子国際大会カデットの部55kg級でも勝利した。3年の時にはジュニアクイーンズカップとJOC杯ジュニアの部59kg級で優勝した。全日本選抜選手権の58kg級では決勝まで進むが元世界チャンピオンの浜田千穂に敗れた。インターハイには60kg級に出場して2連覇すると、世界ジュニアでは59kg級で優勝した。全日本選手権は58kg級で3位だった。2017年には日本大学へ進学すると、1年の時にはジュニアクイーンズカップとJOC杯ジュニアの部でそれぞれ2連覇した。全日本選抜選手権では決勝で綜合警備保障の坂上嘉津季に敗れて2年連続2位にとどまった。世界ジュニアでは2連覇を成し遂げた。初開催となった23歳以下の世界一を決める大会であるU-23世界選手権では初戦でヨーロッパチャンピオンであるブルガリアの選手、2回戦でU23ヨーロッパチャンピオンであるウクライナの選手を破るなどして決勝まで進むと、モンゴルの選手を6－1で破って58kg級の初代世界チャンピオンとなった。2年の時にはU-23世界選手権の59㎏級に出場するも3位だった。

## 主な戦績
- 2011年 -　全国中学選抜選手権　3位（48kg級）
- 2012年 -　ジュニアクイーンズカップ 中学生の部　2位（48kg級）
- 2012年 -　全国中学生選手権　3位（48kg級）
- 2013年 -　ジュニアクイーンズカップ 中学生の部　優勝（57kg級）
- 2013年 -　全国中学生選手権　優勝（57kg級）
- 2013年 -　全日本女子オープン選手権（中学生の部）　優勝（57kg級）

56kg級での戦績
- 2014年 -　ジュニアクイーンズカップ カデットの部　2位
- 2014年 -　JOC杯カデットの部　2位
- 2014年 -　アジアカデット選手権　優勝
- 2014年 -　インターハイ　優勝
- 2014年 -　全日本女子オープン選手権（高校生の部）　2位
- 2015年 -　クリッパン女子国際大会　カデットの部　優勝（55kg級）
- 2015年 -　ジュニアクイーンズカップ カデットの部　3位
- 2015年 -　JOC杯カデットの部　3位
- 2015年 -　全日本選抜選手権　3位（55kg級）
- 2015年 -　全日本女子オープン選手権（高校生の部）2位
- 2016年 -　クリッパン女子国際大会　3位（55kg級）
- 2016年 -　ジュニアクイーンズカップ ジュニアの部　優勝（59kg級）
- 2016年 -　JOC杯ジュニアの部　優勝（59kg級）
- 2016年 -　全日本選抜選手権　2位（58kg級）
- 2016年 -　インターハイ　優勝（60kg級）
- 2016年 -　世界ジュニア　優勝（59kg級）
- 2016年 -　全日本女子オープン選手権（高校生の部）優勝（60kg級）
- 2016年 -　全日本選手権　3位（58kg級）
- 2017年 -　クリッパン女子国際大会　3位（58kg級）
- 2017年 -　ジュニアクイーンズカップ ジュニアの部　優勝（59kg級）
- 2017年 -　JOC杯ジュニアの部　優勝（59kg級）
- 2017年 -　全日本選抜選手権　2位（58kg級）
- 2017年 -　世界ジュニア　優勝（59kg級）
- 2017年 -　U-23世界選手権　優勝（58kg級）
- 2017年 -　全日本選手権　2位
- 2018年 - ワールドカップ 優勝
- 2018年 -　ジュニアクイーンズカップ ジュニアの部　2位（59kg級）
- 2018年 -　JOC杯ジュニアの部　優勝（62kg級）
- 2018年 -　アジアジュニア選手権　優勝（59kg級）
- 2018年 -　全日本選抜選手権　2位（59kg級）
- 2018年 -　全日本学生選手権　2位（62kg級）
- 2018年 -　U-23世界選手権　3位（59kg級）
- 2018年 -　全日本選手権　2位（62kg級）
- 2019年 -　全日本選手権　3位（62kg級）

（出典）